# Мурешан, Лучиан
Лучиан Мурешан (рум. Lucian Mureșan; род. 23 мая 1931, Бая-Маре королевство Румыния) — румынский кардинал. Епископ Марамуреша с 14 марта 1990 по 4 июля 1994. Митрополит Фэгэраша и Алба-Юлии с 4 июля 1994 по 16 декабря 2005. Верховный архиепископ Фэгэраша и Алба-Юлии, глава Румынской грекокатолической церкви с 16 декабря 2005. Кардинал-священник с титулом церкви Сант-Атанасио с 18 февраля 2012.